# Distretto di Beyşehir
Il distretto di Beyşehir (in turco Beyşehir ilçesi) è un distretto della provincia di Konya, in Turchia.

## Amministrazioni
Al distretto appartengono 19 comuni e 37 villaggi.

### Comuni
| - Beyşehir (centro) - Akçabelen - Adaköy - Bayafşar - Doğanbey - Esence - Emen - Gölyaka - Huğlu - Karaali | - Kayabaşı - Gökçimen - Kurucuova - Sadıkhacı - Sevindik - Üstünler - Üzümlü - Yenidoğan - Yeşildağ |

### Villaggi
| - Ağılönü - Akburun - Avdancık - Bademli - Başgöze - Bayat - Bayındır - Bekdemir - Çiçekler - Çivril - Çiftlik - Çukurağıl - Damlapınar | - Doğancık - Dumanlı - Eğirler - Eylikler - Fasıllar - Gönen - Göçü - Gökçekuyu - Gölkaşı - Gündoğdu - İsaköy - Hüseyinler | - Karadiken - Karabayat - Karahisar - Kuşluca - Küçükafşar - Mesutlar - Sarıköy - Şamlar - Üçpınar - Yazyurdu - Yukarı Esence - Yunuslar |